# Silviu Predoiu
Silviu Predoiu (n. 5 august 1958, București, România) este un general român, ofițer în Serviciul de Informații Externe. Acesta și-a anunțat candidatura la alegerile prezidențiale din anul 2024.
Silviu Predoiu a fost prim-adjunct al directorului SIE între 2005 și 2018 și director interimar al Serviciului de Informații Externe în perioadele 20.07 - 04.10.2006, 24.04.2007 – 08.12.2007, 08-27.02.2012, 22.09.2014 - 30.06.2015 și 26.09.2016 - 04.07.2018.
A absolvit Facultatea de Geologie-Geografie a Universității București, cursuri postuniversitare în specializările ”Jurnalism” - în cadrul SNSPA și ”Gestiunea proiectelor” în cadrul ASE, precum și programe de pregătire specifică organizate de serviciile partenere nord-atlantice.
A parcurs toate etapele unei cariere operative și a desfășurat activitate operativă pe mai multe linii de muncă – contraspionaj extern, combaterea criminalității organizate, antiterorism, protecție internă. Începând cu anul 2000 a îndeplinit succesiv funcțiile de șef direcție, șef direcție generală și prim-adjunct al directorului SIE.
 A fost avansat în gradul de general de brigadă în 2004 și înaintat în gradele de general-maior în 2006, general-locotenent în 2008 și general în 2011.
Sub coordonarea  generalului Predoiu, Serviciului de Informații Externe a parcurs un amplu proces de reformă instituțională, fapt ce a asigurat integrarea deplină a SIE în comunitatea informativă nord-atlantică și poziționarea sa ca unul dintre cele mai eficiente și profesioniste servicii de informații.
Pentru rezultatele excepționale obținute în carieră, Silviu Predoiu a fost decorat cu Ordinul Național ”Steaua României” (2009- în grad de cavaler, 2012- în grad de ofițer, 2017 – în grad de comandor) și Ordinul Național ”Pentru Merit” precum și cu medalia ”George Tenet”.

## Cariera profesională
Silviu Predoiu s-a născut la data de 5 august 1958 în municipiul București. Tatăl său a lucrat la UM 0195 Contrainformații Militare de la Inspectoratul General al Miliției, fiind transferat în anul 1986 ca inspector-șef al Inspectoratului Județean de Miliție Giurgiu.
A studiat la Facultatea de Geologie-Geografie din cadrul Universității București (1979-1984), obținând calificarea de inginer geolog. După absolvirea Facultății, a lucrat ca inginer geolog la ICE Geomin (1984-1985) și la Întreprinderea de Metale Rare din București (1985-1990).
După ce a urmat între anii 1987–1989 un curs de informații externe la Școala de ofițeri de securitate de la Brănești (județul Ilfov), care aparținea de DIE Departamentul Securității Statului, Silviu Predoiu a fost încadrat în Serviciul de Informații Externe (SIE) în anul 1990 cu gradul de locotenent-major. Între anii 1990–1993, a lucrat ca ofițer operativ de contraspionaj extern, fiind înaintat la gradul de căpitan (1992). În paralel, în anul 1993 a absolvit un curs postuniversitar de jurnalism.
În perioada 18 octombrie 1993 – 22 noiembrie 1997, efectuează o misiune externă de lungă durată, fiind detașat ca secretar III la Ambasada României din Lagos (Nigeria), având ca domenii de activitate: presa și relațiile consulare. Este avansat la gradul de maior în anul 1996. Revine în România în anul 1997 ca ofițer operativ de contraspionaj extern, îndeplinind pe rând funcțiile de șef de birou, locțiitor de șef serviciu și apoi șef de serviciu (1997-2000). În anul 1999, a absolvit un curs postuniversitar de management, fiind înaintat la gradul de locotenent-colonel.
Între anii 2000–2004, Silviu Predoiu deține funcția de șef de direcție în cadrul SIE, conducând pe rând următoarele departamente: combaterea crimei organizate (2000-2004), antiterorism (2002-2003) și apoi protecție internă (2003-2004). Urmează în această perioadă o serie de programe de pregătire specifică organizate de servicii partenere euro-atlantice (2000-2003), în urma cărora este înaintat la gradul de colonel (2002) și general de brigadă - cu o stea (2004).
Generalul Silviu Predoiu vorbește limbile engleză și franceză.

## Director adjunct alSIE
După o scurtă perioadă (2004-2005), în care a fost șef direcție generală (contraspionaj și  protecție internă), generalul Silviu Predoiu a fost numit la data de 18 noiembrie 2005 în funcția de adjunct al Directorului Serviciului de Informații Externe. În anul 2006, Silviu Predoiu a fost înaintat la gradul de general-maior (cu două stele).
Generalul Predoiu a girat pentru o perioadă de două luni (20 iulie - 4 octombrie 2006) funcția de director interimar al S.I.E. Motivul acestui interimat l-a constituit faptul că Gheorghe Fulga a demisionat din funcția de director al SIE la 20 iulie 2006, în perioada de vacanță parlamentară. Abia după reunirea Parlamentului în ședință comună la 20 septembrie 2006, s-a luat act de demisiile directorilor Serviciului Român de Informații, Radu Timofte, și al Serviciului de Informații Externe, Gheorghe Fulga, funcțiile din cele două servicii de informații fiind declarate vacante. Numirea în funcție a noului director al SIE, Claudiu Săftoiu, a avut loc cu ocazia următoarei ședințe de plen comune, din data de 4 octombrie 2006.
După demisia din funcție a lui Claudiu Săftoiu, începând din 19 martie 2007, generalul Predoiu a girat funcția de director interimar al SIE, până la data de 5 decembrie 2007. În anul 2008 a fost înaintat la gradul de general-locotenent (cu 3 stele).

## Controverse
Investigațiile efectuate de către jurnalistul Ovidiu Ohanesian au scos la iveală faptul că din anul 2001 și soția generalului Predoiu, colonelul Cătălina Predoiu, a fost angajată în cadrul SIE în anul 2001, la compartimentul sinteză. Ea a deținut funcțiile de șefă a serviciului analiză (2005) și apoi de șefă a Direcției de Resurse Umane (compartimentul care se ocupă cu angajările ofițerilor și cu propunerile de înaintare în grad), până în noiembrie 2006. De asemenea, fratele generalului Predoiu este șef de serviciu în cadrul Serviciului Român de Informații (SRI). Jurnalistul sus-menționat a afirmat că Silviu Predoiu a fost ofițer acoperit al Securității cu numele de cod Pumnea și că ar fi fost recrutat de către GRU (serviciul militar de informații externe al Rusiei) în perioada în care a fost detașat în Nigeria. Silviu Predoiu nu a dezmințit acuzațiile la adresa sa.
Totuși, Serviciul de Informații Externe (SIE) a formulat denunțul penal nr. 22887/10.04.2007, la Parchetul de pe lângă Curtea de Apel București atât împotriva lui Ovidiu Ohanesian, cât și împotriva surselor jurnalistice ale acestuia, acuzându-l pe ziarist de distribuirea publică a unui material prin care a dezvăluit locațiile unor clădiri în care s-ar afla obiective ale SIE, cu fotografiile aferente, precum și activitățile acestui serviciu în clădirile respective. SIE consideră că respectivele informații constituie o problemă de securitate națională, pentru că ar pune în pericol spionajul românesc și ofițerii serviciului secret, iar dacă locațiile respective nu se confirmă ca fiind ale SIE, atunci sunt puși în pericol oameni obișnuiți, care vor fi considerați ipotetici spioni.
Potrivit unui comunicat al Biroului de Presă al SIE, "în ultimii ani, dl Eduard Ovidiu Ohanesian a lansat numeroase atacuri personale la adresa unor cadre sau presupuse cadre ale SIE. În toate aceste situații, opțiunea de a nu reacționa a avut ca motivație nevoia de a nu expune Serviciul printr-o mediatizare excesivă ce a aparținut celor în cauză. În situația în care este vorba despre încălcări grave ale legii, care vizează instituții, mecanisme și activități de importanță deosebită pentru securitatea națională, există obligația legală de a reacționa prin sesizarea organelor competente".
Parchetul de pe lângă Curtea de Apel București și-a declinat competența de a cerceta infracțiuni referitoare la securitatea națională, trimițând la 12 aprilie 2007 denunțul către Parchetul Înaltei Curți, respectiv Direcției de Investigare a Infracțiunilor de Criminalitate Organizată și Terorism.
La rândul său, Ohanesian declară că datele din respectivele rapoarte nu aduc atingere siguranței naționale, deoarece se referă la vechea securitate. El a mai precizat că o să depună o plângere penală împotriva lui Silviu Predoiu pentru abuz în serviciu.